# Leopold Graf von Rothkirch und Panthen
Leopold Graf von Rothkirch e Panthen (1º febbraio 1769 – 29 marzo 1839) è stato un conte e generale austriaco.

## Biografia

### Esordi
Nel novembre 1786 si unì al reggimento Chevauxlegers di Hohenzollern come tenente.
Nel 1789 prese parte alla Guerra austro-turca, nell'esercito austriaco. Combatté anche sul Reno e a Treviri, e nel 1792 fu assistente del generale Karl Joseph Graf Kollonitsch.

### Guerra della prima coalizione
Nella campagna del 1793 combatté con i suoi reggimenti nella battaglia di Famars, nelle battaglie sul Meno e sul Lys, e fu testimone degli assedi di Valenciennes e di Dunkerque. Nel 1794 assistette all'assedio di Landrecy e partecipò alla battaglia di Tournai, per poi essere promosso capitano nel quartiermastro generale. Prese quindi parte alla battaglia di Fleurus e nel 1795 combatté sotto il Feldzeugmeister Graf Wartensleben e sotto il feldmaresciallo-tenente principe Hohenlohe sull'Hundsrück, vicino a Bingen e ad Aremberg. Nel 1796 partecipò alle battaglie di Neresheim, Ingolstadt, Amberg, Sulzbach e Würzburg, e all'assedio di Kehl.
Nel 1797 fu al servizio sul Reno del feldmaresciallo-tenente Latour, e successivamente dal feldmaresciallo barone Kerpen in Tirolo. Nel 1799 fu di nuovo nell'esercito dell'arciduca Carlo e combatté a Ostrach e Stockach. In qualità di capo di stato maggiore del quartiermastro generale, guidò il corpo del principe Carlo di Lorena, e combatté a Neckarau e Mannheim.
Nel 1800, nell'esercito del barone Kray di Feldzeugmeisterdiviso, combatté a Ulma e fu promosso maggiore. Nello stesso anno prese parte anche alle battaglie di Ochsenhausen, Landshut e, nell'esercito dell'arciduca Johannvicino, alla battaglia di Hohenlinden. Nel 1805, già promosso tenente colonnello nel quartier generale di stato maggiore, fu prima a Ulma e poi nel Vorarlberg. Dopo la sua nomina a colonnello nel reggimento Chevauxlegers O'Reilly nel 1806, si distinse così tanto ad Aspern nel 1809 che fu promosso generale maggiore. Infine combatté a Wagram e a Znojmo.

### Dopo l'armistizio
Dopo l'armistizio fu nominato commissario imperiale per vigilare sulla sua esecuzione presso il quartier generale francese. Durante la campagna del 1812 fu rappresentante militare per il corpo ausiliario austriaco nel quartier generale di Napoleone I. Ha vinto nuovi allori nel 1813 vicino a Dresda, ma principalmente vicino a Lipsia, dove ha lavorato sotto Nostiz. Comandò una brigata di cavalleria e si guadagnò la fama di generale di cavalleria che sfidava la morte effettuando quegli attacchi annoverati nella storia della guerra. Nel 1814 comandò il blocco della fortezza francese di Auxonne. L'anno successivo ricoprì la carica di comandante generale a Ulma, Lörrach e infine a Colmar, venendo contemporaneamente nominato governatore militare dei dipartimenti dell'Alto e del Basso Reno. 
Negli anni di pace che seguirono fu promosso tenente maresciallo di campo e prestò servizio come generale a Opava, Kremsier, Lemberg, Milano, Cremona, Vercelli, Voghera, Padova, Zagabria, Praga, Brno e infine di nuovo a Opava. Fu nominato Guardia del Corpo di Arcièren e morì in questa posizione. Dal 1826 fu secondo proprietario del 4º Reggimento Dragoni Granduca di Toscana. Sempre nel 1826 fu elevato al rango di conte.